# فيصل شايسته
فيصل شايسته (بالدرية: فیصل شایسته، ولد في 10 يونيو 1991 في كابل في أفغانستان). هو لاعب وسط أفغاني في نادي بيكان في دوري المحترفين الإيراني. وهو كذلك لاعب في منتخب أفغانستان لكرة القدم.

## روابط خارجية
- فيصل شايسته على موقع قاعدة بيانات كرة القدم.إي يو (الإنجليزية)
- فيصل شايسته على موقع ناشيونال فوتبول تيمز (الإنجليزية)
- فيصل شايسته على موقع Soccerway.com (الإنجليزية)
- فيصل شايسته على موقع عالم كرة القدم.نت (الإنجليزية)